# Walter Höhler
Walter Höhler (* 11. April 1907 in Hildburghausen; † 4. Juni 1967 in Hopfgarten) war ein deutscher SS-Hauptsturmführer und als leitender Zahnarzt im KZ Mauthausen tätig.

## Biografie
Walter Höhler war Sohn eines Landsobersekretärs im hessischen Landesbauamt Adam Höhler und dessen Frau Marie. Nach dem Abitur ab 1929 eine zahnmedizinische Ausbildung auf den Universitäten in Heidelberg und Frankfurt am Main zu absolvieren. Nach seiner Approbation als Zahnarzt im Oktober 1933 eröffnete Höhler eine Privatpraxis in Biblis bei Worms. Da ihn dies in erhebliche finanzielle Schwierigkeiten stürzte, war er gezwungen, sich von einem Universitätsprofessor Geld zu leihen.
Am 15. Januar 1933 wurde er Mitglied der SS (SS-Nummer 97.963). Zum 1. Mai 1933 trat er der NSDAP bei (Mitgliedsnummer 2.392.099). Nach der Kassenzulassung im Jahr 1936 eröffnete er eine zahnärztliche Praxis in Alsfeld, die er bis zum Kriegsbeginn betrieb.
Am 9. November 1939 wurde Höhler zur Waffen-SS nach Berlin eingezogen. Höhler wurde allerdings bereits nach einem Monat wieder nach Berlin zum SS-Sanitäts-Ersatz-Bataillon zurückversetzt. Anfang Januar 1940 erhielt Höhler eine achtwöchige Waffenausbildung bei der „Leibstandarte SS Adolf Hitler“, anschließend kam er bis Mitte April 1940 nach Prag zu einem SS-Sanitäts-Bataillon, für dessen Truppe er im Sommer 1940 die Zahnstation in München übernommen haben will. Danach war er wieder in seiner Praxis in Alsfeld tätig. Im Herbst 1941, nach dem Überfall auf die Sowjetunion, wurde Höhler erneut einberufen und kam über Berlin zur SS-Polizei-Division, wo er als Truppenzahnarzt an der Ostfront eingesetzt wurde. Im Sommer erlitt Höhler eine Nierenentzündung, von der er sich nie wieder erholte, da er im November 1942 erneut an einer Nieren- sowie einer Gallenblasenentzündung erkrankt war, wurde er nach dem Aufenthalt in verschiedenen Lazaretten schließlich als nicht kriegsverwendungsfähig erklärt und kam im Februar 1943 als Zahnarzt in das KZ Neuengamme. Anfang Dezember 1943 wurde Höhler in das KZ Majdanek bei Lublin versetzt. Hier wurde Höhler erstmals mit dem Befehl des Leitenden Zahnarztes des Amtes D III des SS-Wirtschafts- und Verwaltungshauptamt konfrontiert, demzufolge das Zahngold von verstorbenen KZ-Häftlingen monatlich nach Berlin geliefert werden müsse.
Ende April 1944 erfolgte Höhlers Versetzung in das KZ Mauthausen, wo er am 1. Mai 1944 seinen Dienst als Leiter der zahnärztlichen Station antrat. Ende November 1944 kam Höhler in ein Lazarett nach Karlsbad, wo er sich im März 1945 einer Gallenblasen-Operation unterzog.
Da Ende des Krieges erlebte Höhler in einem Lazarett in Bad Hall, wo er als SS-Führer am 10. Mai 1945 von Einheiten der US Army festgenommen und in ein Lazarett nach Altötting gebracht wurde. Nachdem er aus dem Lazarett entlassen worden war, kam er über die Kriegsgefangenenlager Burghausen und Erding im Juli 1945 als potentieller Kriegsverbrecher nach Dachau, wo er im Mauthausen-Hauptprozess angeklagt wurde.

## Dachauer Prozess
Nach Kriegsende wurde er vor einem amerikanischen Militärgericht im Mauthausen-Hauptprozess, Teil der Dachauer Prozesse, angeklagt: Höhler soll dort Zeugenaussagen zufolge toten Häftlingen das Zahngold entnommen und einmal monatlich nach Berlin gesandt haben. Höhler bestritt seine aktive Teilnahme an der Zahngold-Verwertung, gab jedoch zu, das Zahngold vom Leiter des Krematoriums erhalten und dieses auf Befehl nach Berlin geschickt zu haben. Das Gericht befand Höhler für schuldig und verurteilte ihn am 13. Mai 1946 zum Tode durch den Strang. Nach dem Überprüfungsverfahren wandelte der Oberkommandierende der amerikanischen Streitkräfte, General Clay, das Todesurteil jedoch in eine lebenslange Haftstrafe um. Höhler wurde am 5. April 1950 aus dem Kriegsverbrechergefängnis Landsberg entlassen und betrieb anschließend eine Zahnarztpraxis in Alsfeld. Walter Höhler verstarb 1967 in Hopfgarten.